# ブレイク・クラーク
ブレイク・クラーク（Blake Clark、1946年2月2日 - ）は、アメリカ合衆国の俳優、声優。

## 出演作品
- スイチュー! フレンズ
- ビトウィーン・トゥ・ファーンズ: ザ・ムービー Between Two Ferns: The Movie (2019)
- ヒュービーのハロウィーン Hubie Halloween (2020)
- 『ボーイ・ミーツ・ワールド』（Boy Meets World）チェット・ハンター役